# Charles-Alexandre Jollage

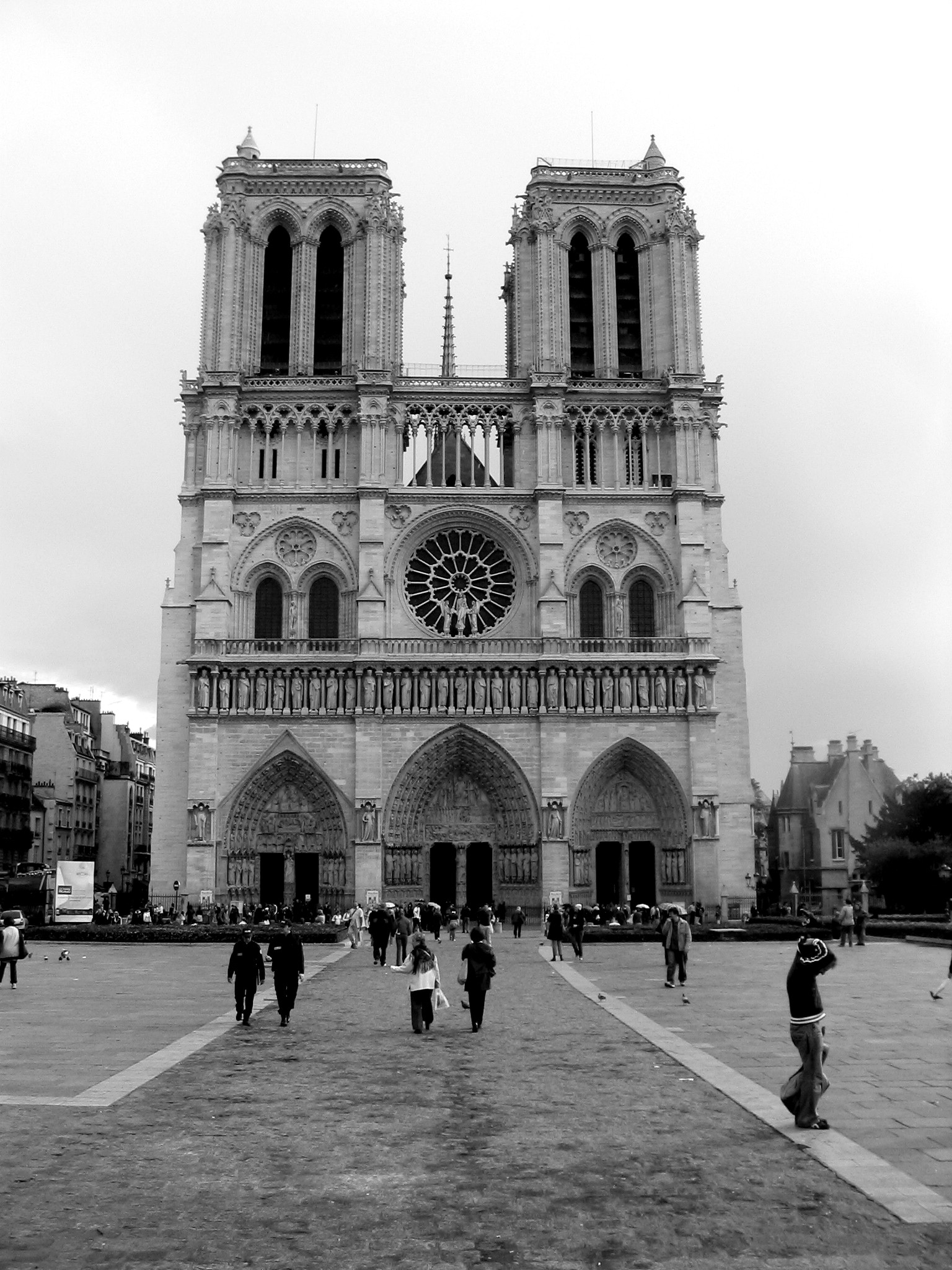
Cathédrale Notre-Dame de Paris

Charles-Alexandre Jollage (parfois orthographié Jolage ; v. 1700 - 6 avril 1761) est un claveciniste, organiste et compositeur français. Il fut organiste de Stanislas Leszczyński, roi de Pologne exilé en France et professeur.

## Biographie
En 1755, après le décès de Guillaume-Antoine Calvière, organiste de Notre-Dame de Paris, la succession de ce dernier fut assurée par quatre organistes travaillant par trimestre ou « quartier » : René Drouard du Bousset, Charles-Alexandre Jollage, Louis-Claude Daquin et Armand-Louis Couperin. À la mort de Jollage, son quartier fut repris par Pierre-Claude Foucquet. 
Jollage était également organiste au couvent des Petits Pères à Paris.
Il épouse le 13 septembre 1723, à Paris (paroisse Saint-Séverin), Nicole Brou, qui meurt le 19 novembre 1752, paroisse Saint-Eustache. 
Il meurt le 6 avril 1761 en son domicile rue Vieille-du-Temple. L’inventaire dressé après son décès mentionne « un paquet de brochure de musique », et un clavecin qu’il avait prêté à Jeanne-Charlotte-Rose Loiseau, n’ayant pas assez de place pour le mettre dans sa chambre, et qui est décrit ainsi : « un clavecin à deux claviers dans sa boete et sur son pied de bois peint en verd et à fillets dorés avec saq de cuir prisé comme très vieux quarante livres. »

## Œuvres
Son seul recueil connu est un livre de pièces de clavecin, publié à Paris en 1738. Il contient deux des rares exemples de « pièces croisées » en France après François Couperin. La liste des pièces, en 2 suites (la et sol), se lit ainsi :
(Suite I)
- Courante
- La Cheverny
- Le Postillon
- Les Tendresses mutuelles
- 1er menuet, 2e menuet, 3e menuet
- La Naïve
- L’Italienne
- La Marais

(Suite II)
- La Bonne Amie
- L’Obstinée
- La Résolue
- L’Agitée (pièce croisée)
- La Tranquille (pièce croisée)
- 1er tambourin, 2e tambourin, 3e tambourin
- Gigue
- Les Caquets
- L’Utile